# Love and Liberté
Love and Liberté é o sétimo álbum de estúdio da banda Gipsy Kings. Foi lançado em 1993.
O disco atingiu o nº 1 do Latin Pop, o nº 2 do Top Latin Albums e o nº 1 do Top World Music Albums.

## Faixas
Todas as músicas por Baliardo e Reyes, exceto onde anotado
1. "No Viviré" (Baliardo, Reyes, Tinc) - 4:10
2. "Campana" - 4:10
3. "Escucha Me" - 4:35
4. "Ritmo de le Noche" - 3:28
5. "Madre Mia" - 3:48
6. "Pedir a Tu Corazon" - 4:35
7. "Michaël" - 4:04
8. "Queda Te Aqui" - 4:42
9. "Guitarra Negra" - 4:42
10. "Navidad" - 3:28
11. "Montaña" - 5:26
12. "Love and Liberté" - 3:52

## Créditos
- Diego Baliardo - Guitarra
- Paco Baliardo - Guitarra
- Tonino Baliardo - Guitarra
- Bernard Balstier - Trompete
- Charles Benarroch - Percussão
- Dominique Droin - Teclados
- Gerard Prevost - Baixo
- Francois Canut Reyes - Vocal
- Nicolás Reyes - Vocal
- Patchai Reyes - Guitarra, vocal
- Paul Reyes - Guitarra, vocal
- Alfredo Rodriguez - Piano
- Negrito Trasante-Crocco - Bateria